# Eurasian Natural Resources
Eurasian Natural Resources PLC (ENRC PLC) ist ein kasachisches Unternehmen mit Sitz in Astana und London.
Das Unternehmen ist im Bergbau tätig und fördert insbesondere Chromit, das zu Chrom verhüttet und als Stahlveredler eingesetzt wird.
Mehr als 70 000 Mitarbeiter sind im Unternehmen beschäftigt. Das Unternehmen war an der Londoner Börse im FTSE 100 Index gelistet. Das Unternehmen befindet sich zu über 80 Prozent im Besitz von fünf Aktionären. Es handelt sich dabei um das in England registrierte Unternehmen Kazakhmys (26,00 %), Patokh Chodiev, Alexander Maschkewitsch und Alidschan Ibragimow (†) (je 14,59 %) sowie
um die kasachische Regierung (11,65 %).